# Mushi Production
Mushi Production (虫プロダクション?) (già Tezuka Osamu Productions Doga-bu) è uno storico e celebre studio di animazione giapponese, fondato nel 1961 da Osamu Tezuka.

## Storia

### Il sogno di Tezuka
Forte dell'esperienza e del successo come mangaka, e reduce dall'apprezzata prova data con il lungometraggio animato Saiyuki (chiamato in Italia Le 13 fatiche di Ercolino) per la Toei Doga nel 1960, Osamu Tezuka decide di dedicarsi all'animazione in modo indipendente. È così che l'anno successivo nasce la Tezuka Osamu Productions Doga-bu, ribattezzata Mushi Production nel 1962. La nascita del nuovo studio su iniziativa di un autore rispettato come Tezuka provoca una vera diaspora di animatori dalla Toei, e così intorno a questi si ritroveranno in breve nomi eccellenti come Kazuko Nakamura, Gisaburō Sugii, Shigeyuki Haiashi, Eiichi Yamamoto e molti altri. Finanziata inizialmente con i ricavi dei manga di Tezuka, la Mushi produce già nel 1962 il suo primo anime, il mediometraggio Aru machikado no monogatari, realizzato con lo scopo dichiarato di dimostrare che si poteva fare buona animazione anche con pochi mezzi e rinunciando alla fastosità della Toei. L'opera vince la prima edizione dell'Ofuji Award, intitolato alla memoria del veterano Noburō Ōfuji, scomparso pochi mesi prima.

### Nasce l'anime moderno
Il passo successivo è la realizzazione della prima serie televisiva animata giapponese con episodi di 30 minuti, Tetsuwan Atom (Astro Boy), tratta dall'omonima serie manga di Tezuka, con cui si gettano le basi dell'industria dell'anime. Malgrado il clamoroso successo (193 episodi trasmessi dal 1963 al 1966), la lavorazione è però un disastro organizzativo per la pretesa di Tezuka di curare personalmente tutti i dettagli, il che fa accumulare enormi ritardi di produzione e costringe lo staff a turni di lavoro massacranti, tanto da far meritare alla Mushi il soprannome di "castello insonne", per via delle luci sempre accese fino all'alba.
Tezuka, inoltre, commette un altro errore fatale: terrorizzato dall'idea di non avere i mezzi per completare la serie, cede sottocosto i diritti di trasmissione alla Fuji TV, creando già dal principio una voragine nel bilancio della pur giovane società. Tuttavia, in suo parziale soccorso arriveranno due eventi inaspettati: da un lato la vendita dei diritti, anche se a un prezzo ancora più basso, alla rete televisiva statunitense NBC - fatto storico di per sé - e dall'altro il merchandising. Atom, infatti, diventa il primo testimonial animato e apparirà su una serie incredibile di prodotti, garantendo così un'entrata extra ai suoi creatori.
W 3 - Wonder three è la seconda serie animata a vedere la luce negli studi della Mushi nel 1965, seguita a ruota da un nuovo rivoluzionario progetto: la prima serie a colori di successo, Jungle taitei (Kimba il leone bianco), tratta anche questa da un fortunato manga di Tezuka. Malgrado il plauso della critica, l'operazione si traduce però in un altro disastro finanziario: nonostante il fatto che nel 1965 i possessori di un TV color fossero ancora molto pochi, Tezuka si ostina a voler utilizzare il colore, portando così i costi di produzione alle stelle, con il risultato di un ulteriore gigantesco passivo di 61 milioni di yen.
Altre due serie, ben note in Italia, vengono prodotte nel 1967, Goku no daiboken (The Monkey) e Ribbon no kishi (La principessa Zaffiro), ma entrambe raccolgono un deludente riscontro di pubblico.

### L'avventura deglianimerama
Anche per questo Tezuka decide di tralasciare, senza mai abbandonarle però, le produzioni televisive ed accoglie con favore la proposta della Nippon Herald, una casa di distribuzione cinematografica, di realizzare un film d'animazione per adulti. Tratto da Le mille e una notte, nasce così Sen'ya Ichiya Monogatari, il primo "animerama", termine coniato per l'occasione a sottolineare la novità del prodotto. Il film, distribuito nel 1969, è un vero kolossal di 143 minuti, 120.000 disegni e 800 persone impegnate nella lavorazione (praticamente vennero coinvolti quasi tutti gli studi giapponesi dell'epoca), e si rivela anche un successo al botteghino: l'incasso è di circa tre volte i costi di produzione, ma per contratto solo un terzo è destinato alla Mushi, che registra così un altro passivo di bilancio.
La Herald invece ne esce bene, tanto da commissionare alla Mushi un nuovo animerama, e così l'anno successivo esce Cleopatra, più esplicito del primo quanto ad erotismo, più fastoso, ma anche più costoso, ed il minore riscontro di pubblico finisce per non portare uno yen nelle esauste casse della Mushi. La situazione finanziaria, tuttavia, regge, anche se soltanto grazie ad un'operazione che si rivelerà poi essere fatale: per far fronte ai crescenti debiti, la società chiede un prestito di oltre 130 milioni alla Fuji TV, principale acquirente delle serie Mushi, ma a garanzia cede all'emittente i diritti d'uso di tutti i master Mushi fino al 1978. La situazione quindi precipiterà nel 1972, quando la stessa Fuji interromperà gli acquisti di serie televisive dalla Mushi, che verrà a trovarsi così senza la sua principale fonte di finanziamento.

### L'addio di Tezuka, la fine e la rinascita
Dalla fine degli anni sessanta Mushi inizia una stretta collaborazione con la casa di produzione statunitense Rankin/Bass, per la quale lo studio giapponese provvederà alle animazioni di speciali natalizi televisivi e serie animate. Contemporaneamente si occupa anche dell'animazione di anime prodotti dalla Zuiyo Enterprise nell'ambito del Calpis Comic Theater, che alcuni anni dopo diverrà World Masterpiece Theater.
Intanto i rapporti tra lo studio e Tezuka, messo in discussione nel suo doppio ruolo di autore e manager, si erano già incrinati nel 1968, quando la Mushi aveva prodotto Wanpaku Tanteidan, la prima serie a non essere tratta da un soggetto del suo fondatore, cui seguì nel 1970 la prima serie di Ashita no Jo (Rocky Joe).
Nel 1971 Tezuka lascia quindi la società, impegnandosi tuttavia a ripianare le perdite accumulate con i proventi dei suoi manga, per un investimento personale complessivo che in dieci anni sfiora quasi il miliardo di yen. Ma le cose non migliorano: la catastrofe commerciale arriva con il terzo "animerama" per la Herald, Kanashimi no Belladonna, considerato un capolavoro dalla critica, ma che non rientra nemmeno nei costi di produzione.
Il 1º novembre 1973 quello che era nell'aria già da tempo si verifica puntualmente: la banca Daiwa contesta alla Mushi un mancato pagamento e così il più grande studio di animazione dopo la Toei Doga fallisce con 350 milioni di yen di debiti.
Nel 1977 il marchio viene riscattato e la società ricostituita, anche se non ritroverà l'aura degli anni d'oro, occupandosi soprattutto di gestire il nutrito portafoglio dei diritti e realizzando nel corso degli anni quasi esclusivamente lungometraggi animati di genere storico ed educativo.

## Produzioni principali
- Astro Boy (serie animata 1963) (Tetsuwan Atom, serie TV 1963-66)
- W 3 - Wonder three (serie TV 1965-66)
- Kimba - Il leone bianco (Jungle Taitei, serie TV 1965-66 e 1966-67)
- The Monkey (Goku no daiboken, serie TV 1967)
- La principessa Zaffiro (Ribbon no kishi, serie TV 1967-68)
- Wanpaku Tanteidan (serie TV 1968-69)
- Sabu to Ichi Torimono Hikae (serie TV 1968-69)
- Le mille e una notte (Sen'ya Ichiya Monogatari, film 1969)
- Dororo (serie TV 1969)
- Moomin (serie TV 1969, coprodotta con Zuiyo Enterprise)
- Fiocco Frosty il pupazzo di neve (Frosty the Snowman) (speciale TV statunitense prodotto da Rankin/Bass 1969)
- Cleopatra (Kureopatora) (film 1970)
- Rocky Joe (Ashita no Jo (serie TV 1970-71)
- Le fiabe di Andersen (serie TV 1971, coprodotta con Zuiyo Enterprise)
- Jane e Micci (serie TV 1971)
- Shin Moomin (serie TV 1972, coprodotta con Zuiyo Enterprise)
- Le favole più belle (Festival of Family Classics, serie TV statunitense prodotta da Rankin/Bass 1972-73)
- Le favole della foresta (serie TV 1973)
- Kanashimi no Belladonna (film 1973)
- Wansa-kun (serie TV 1973)
- Vicky il vichingo (ep. 1-26, serie TV 1974)
- La fata delle nevi (film 1981)
- Wata no Kuni Hoshi (film 1984)
- Akai Kiba Burū Sonetto (OAV 1989-90)
- Ushiro no Shoumen Daare (film 1991)